# Lieneke le Roux
 (octobre 2018).
Si vous disposez d'ouvrages ou d'articles de référence ou si vous connaissez des sites web de qualité traitant du thème abordé ici, merci de compléter l'article en donnant les références utiles à sa vérifiabilité et en les liant à la section « Notes et références ».
Lieneke le Roux, née le 31 mars 1955 à Groningue, est une actrice néerlandaise.

## Filmographie
- 1994 : Old Tongues de Gerardjan Rijnders : Ria Mossel[2]
- 1997 : Broos de Mijke de Jong[3]
- 2014 : Frailer de Mijke de Jong :  Lian
- 2016 : Master Spy de Pieter Van Rijn : Simone van Bennekom[4]
- 2016 : Hope de Erik de Bruyn[5]